# Le confessioni (Rousseau)
Le confessioni (o Confessioni) è il titolo di un'opera autobiografica di Jean-Jacques Rousseau. Oggi incluse negli Scritti autobiografici, uscirono a stampa solo postume (la prima parte nel 1782 e la seconda nel 1789). Esse raccontano i primi 53 anni di vita dell'autore in 12 libri.
La redazione delle Confessioni iniziò nel 1764; Rousseau ne redasse i primi otto libri a Wootton, dopo la rottura dell'amicizia con David Hume e ne continuò la scrittura durante il suo rientro a Parigi. Nel 1771, Louise d'Épinay, appoggiata da Denis Diderot, chiese alla polizia di far interrompere le letture pubbliche che Rousseau ne stava facendo.
La prima parte, con Preambolo e 6 capitoli, ricopre gli anni 1712-1740: sono gli anni di formazione, dalla nascita a Ginevra all'arrivo a Parigi, quando l'autore ha 28 anni.
La seconda parte, dal capitolo 7 in poi, ricopre gli anni 1741-1765: la sua introduzione negli ambienti della capitale che si dedicano a musica e filosofia, con la pubblicazione delle opere e gli attacchi subiti dopo aver scritto Emilio o dell'educazione e la conseguente fuga in Svizzera.
Il titolo sicuramente si rifà alle Confessioni di Agostino d'Ippona, scritte in latino nel IV secolo.
(Preambolo)
Mi inoltro in un'impresa senza precedenti, l'esecuzione della quale non troverà imitatori. Intendo mostrare ai miei simili un uomo in tutta la verità della sua natura; e quest'uomo sarò io.
Io solo. Sento il mio cuore e conosco gli uomini. Non sono fatto come nessuno di quanti ho incontrati; oso credere di non essere fatto come nessuno di quanti esistono. Se pure non valgo di più, quanto meno sono diverso. Se la natura abbia fatto bene o male a spezzare lo stampo nel quale mi ha formato, si potrà giudicare soltanto dopo avermi letto.»
(Libro primo)

## Edizioni italiane
Sono apprezzate in sede critica le traduzioni:
- di Giorgio Cesarano, Garzanti, Milano 1976;
- di Valeria Sottile Scaduto, prima in Opere, a cura di Paolo Rossi (Sansoni, Firenze, 1972), poi ripresa da Mondadori (con introduzione di Andrea Calzolari, 1995);
- di Michele Rago, con introduzione di Jean Guéhenno (Einaudi, 1978), ripresa in Scritti autobiografici, a cura di Lionello Sozzi (Einaudi-Gallimard, Torino, 1997);
- di Felice Filippini con introduzione di Roberto Guiducci, Rizzoli, Milano 1996.